# Cordova (Alabama)
Pour les articles homonymes, voir Cordova.
La ville de Cordova est située dans le comté de Walker, dans l’État de l’Alabama, aux États-Unis. Sa population s’élevait à 2 095 habitants lors du recensement de 2010, estimée à 1 957 habitants en 2017.

## Démographie
| 1900 | 1910  | 1920  | 1930  | 1940  | 1950  | 1960  | 1970  |
| ---- | ----- | ----- | ----- | ----- | ----- | ----- | ----- |
| 567  | 1 747 | 1 622 | 1 830 | 1 881 | 3 156 | 3 184 | 2 750 |

| 1980  | 1990  | 2000  | 2010  | - | - | - | - |
| ----- | ----- | ----- | ----- | - | - | - | - |
| 3 123 | 2 623 | 2 423 | 2 095 | - | - | - | - |

## Source
- (en) Cet article est partiellement ou en totalité issu de l’article de Wikipédia en anglais intitulé « Cordova, Alabama » (voir la liste des auteurs).